# Château d'Illiers-Combray
Le château d'Illiers est situé sur la commune d'Illiers-Combray dans le département d'Eure-et-Loir, en région Centre-Val de Loire.

## Historique
L'édifice date du XVIe siècle.
Le pavillon d'entrée est doté de deux contreforts. Le portail d'entrée est en arc brisé, muni de deux rangées de claveaux. Les rampants de la lucarne du toit sont ornés de sculpture.
Le monument fait l’objet d’une inscription partielle au titre des monuments historiques depuis le 22 mars 1930, Caillaux étant propriétaire

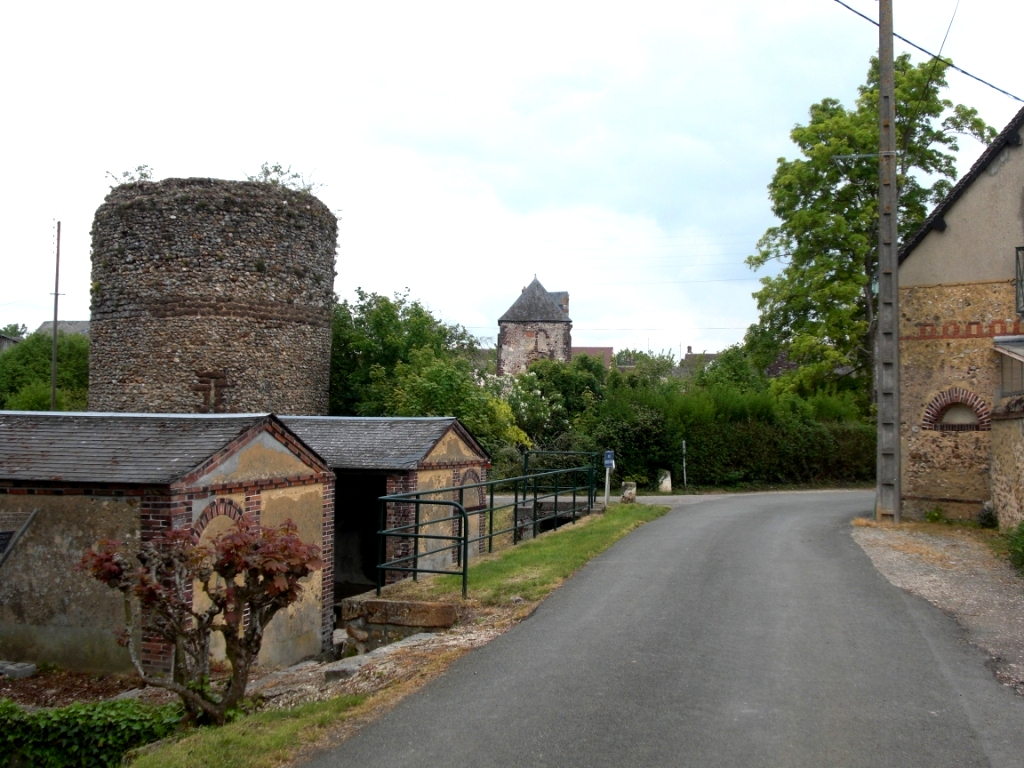
Lavoir et ancienne tour du château d'Illiers-Combray.